# Petton (Shropshire)
 (octobre 2023).
Petton est une paroisse civile et un village du Shropshire, en Angleterre.